# Achmed el Jennouni
Achmed el Jennouni (Amsterdam) is een Nederlands acteur. Hij speelde in diverse films en series, waaronder Broeders, Mocro Maffia en Goede tijden, slechte tijden.

## Levensloop
El Jennouni maakte in 2006 zijn acteerdebuut in de televisiefilm Afdwalen dat onderdeel was van de filmserie One Night Stand. Hierna speelde hij kleine rollen in televisieseries zoals Shouf Shouf! en Deadline voordat hij in 2011 zijn bioscoopdebuut maakte in de film Pizza Maffia. Datzelfde jaar was El Jennouni te zien in de korte film Broeders.
El Jennouni was van oktober 2018 tot en met februari 2021 te zien als het personage Eiffel in de Videoland-serie Mocro Maffia. Daarnaast speelde hij in 2020 onder andere mee in de series Hollands Hoop en Commando's.
Van oktober 2023 tot en met december 2023 vertolkte hij de rol van Kaan van Leeuwen in de RTL 4-soap Goede tijden, slechte tijden, zijn personage werd tijdens de wintercliffhanger doodgeschoten.

## Filmografie

### Film
- 2006: Afdwalen
- 2011: Pizza Maffia
- 2011: Broeders, als Ahmed
- 2015: Afslag 89: Doodzaak, als Aziz
- 2016: 12 Angry Arabs, als Nabil
- 2019: Milkshake, als fietsman
- 2021: Meskina, als date van Leyla
- 2022: Marokkaanse bruiloft, als macho

### Televisie
- 2009: Shouf Shouf!, als Abdul
- 2010: Deadline, als Rahim
- 2018-2021: Mocro Maffia, als Eiffel
- 2020: Hollands Hoop, als Joego
- 2020: Der Amsterdam Krimi, als Thaci
- 2020: Commando's, als soldaat
- 2020: All Stars en Zonen, als elftalleider
- 2021: Flikken Rotterdam, als Jayden Lahir
- 2023: Goede tijden, slechte tijden, als Kaan van Leeuwen
- 2024: Flikken Maastricht, als Rachid
- 2025: Voetbalouders, als lid van selectiecommissie